# Велика кільцева автомобільна дорога навколо Києва
Велика кільцева автомобільна дорога навколо м. Києва (абрев. ВКАД) — автомобільна дорога державного значення, будівництво якої планується в Київській області.
У 2005 році Кабінет Міністрів України затвердив державну програму, яка, серед іншого, передбачала будівництво дороги в обхід Києва довжиною 64 км. Змінами 2007 року, в ній натомість передбачили будівництво ВКАД довжиною 206 км до 2015 року. Відповідно до цієї програми, будівництво ВКАД здійснюватиметься на концесійних засадах відповідно до вимог Закону України «Про концесії на будівництво та експлуатацію автомобільних доріг».
У ТОВ «Інститут „Київдормістпроект“» заявляли, що наполягали на необхідності «Великої Окружної дороги» ще з 2000 року. Передпроєктна документація на будівництво ВКАД була розроблена в 2005 році Інститутом ДП «Укрдіпродор» за завданням Київської облдержадміністрації. Замовником проєкту будівництва ВКАД з 2007 року була Служба автомобільних доріг. Науково-дослідний центр «Рятівна археологічна служба» Інституту археології Національної академії наук України виконав у 2008 та 2009 роках археологічні вишукування для ділянок ВКАД на південь від автомобільної дороги М07 Київ–Ковель–Ягодин на заході до автомобільної дороги М01 Київ–Чернігів–Нові Яриловичі на сході, включаючи технічний звіт щодо південного мостового переходу через р. Дніпро. Проєктна довжина траси категорії 1-А (аналогічна до траси Київ-Бориспіль) — 214 км, з яких 149 км — нові дороги, ще 65 км — наявні. Проєкт передбачав будівництво трьох великих мостів (два через Дніпро і один через Десну), семи естакад загальною довжиною 8,9 км, 78 шляхопроводів, 35 транспортних розв'язок. За техніко-економічним обґрунтуванням будівництва мостового переходу через річку Дніпро, розробленим ТОВ «Союзтранспроект», протяжність мосту мала скласти 4 923,1 м.
У рамках програми розвитку публічно-приватного партнерства в Україні P3DP, яку проводила неприбуткова організація FHI 360 за фінансування Агентства США з міжнародного розвитку, юристи «Василь Кісіль і Партнери» дослідили в 2014 році чинне тоді законодавство та вказали на перешкоди для реалізації проєкту в низці законів України.
31 жовтня 2019 року між Державним агентством автомобільних доріг України та китайською компанією Poly Changda Engineering Co. Ltd було підписано Меморандум про співробітництво в рамках реалізації першої черги будівництва ВКАД «Транспортне сполучення між М05 Київ–Одеса та М06 Київ–Чоп». Очікується, що перша черга ВКАД перенаправить транзитний потік машин з Кільцевої дороги в Києві між Академмістечком і Теремками.

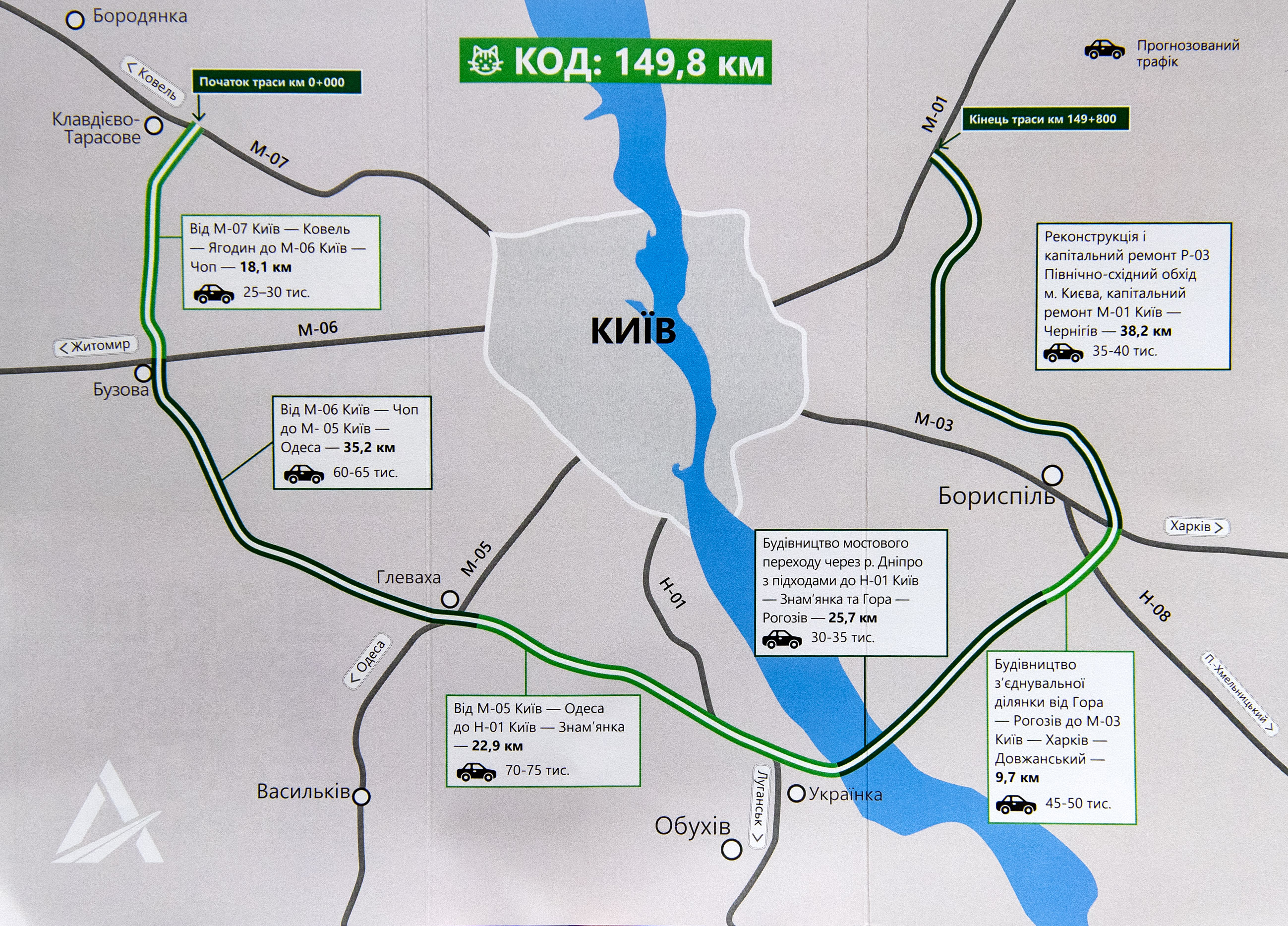
Проєкт обхідної дороги навколо Києва

У 2020 році оголошено про плани будівництва Київської обхідної дороги (КОД), яка по суті є частиною ВКАД, включно з її першою чергою та іншими ділянками на південь від автомобільної дороги М07 Київ–Ковель–Ягодин на заході до автомобільної дороги М01 Київ–Чернігів–Нові Яриловичі на сході. У тендері на розробку змін та доповнень до проєктно-кошторисної документації будівництва першої черги ВКАД переміг Консорціум «МЕГАПРОЕКТ».
Очікується, що будівництво ВКАД знизить вагові навантаження на вулично-дорожню мережу Києва, що має скоротити витрати на її утримання, зменшить затори та кількість шкідливих викидів.
У 2020 році Українська природоохоронна група дійшла висновку, що коридор, в межах якого має бути спроектовано ділянку ВКАД між Житомирським і Одеським шосе, проходить в межах проектованого НПП «Приірпіння та Чернечий ліс», зокрема частин кварталів 5, 9, 11—12, 59—60, 66, 72, 195—202 Боярського лісництва та 248, 253—254, 265—266, 279, 293—294, 308 Плесецького лісництва Боярської лісової дослідної станції, розділяє популяції тварин Дзвінківського і Жорнівського заказників і перетинає територію «Долина річки Ірпінь» Смарагдової мережі України, якою проходять міграційні коридори, у зв'язку з чим направила рекомендації до Київської обласної державної адміністрації та Служби автомобільних доріг у Київській області. У 2021 році вона запропонувала альтернативний маршрут.
САД в Київській області уклала угоду з ТОВ «Міжнародний проектний інститут» на розробку проектної документації на будівництво моста через Дніпро в рамках будівництва нової кільцевої дороги навколо Києва. Вартість розробки проекту складе 83 мільйони гривень. Орієнтовна довжина моста складе 4,9 кілометрів.